# میگوی یون‌نان
میگوی یون‌نان (نام علمی: Caridina yunnanensis) نام یک گونه از فروراسته میگوهای اصلی است.